# Navai
Navai Bakirov, noto semplicemente come Navai (in russo Наваи Бакиров?; in azero Nəvai Bəkirov; Samara, 2 aprile 1995), è un cantante e rapper russo di origine azera, ex membro del duo musicale HammAli & Navai.

## Biografia
Navai, originario di Samara, è entrato a far parte del duo di successo HammAli & Navai nel 2016, con cui ha inciso nel corso degli anni due album in studio e ottenuto la candidatura per un premio Viktorija con Ptička.
Ha fatto il suo esordio da solista con l'LP Kak Esenin nel marzo 2024; il disco, accolto positivamente in una recensione da parte del critico musicale Aleksej Mažaev su InterMedia, contiene diverse collaborazioni, tra cui il successo digitale e radiofonico Esenin, un duetto con Mona. Nell'aprile 2025 è avvenuta la pubblicazione del secondo album Frikovaja dama, costituito da sette tracce.

## Discografia

### Da solista

#### Album in studio
- 2024 – Kak Esenin
- 2025 – Frikovaja dama

#### EP
- 2020 – Tri pesni

#### Singoli
- 2019 – Na primu i radom (con Bahh Tee)
- 2020 – Ėgoist
- 2022 – De mənə gülüm
- 2023 – Lambo (con Timati)
- 2023 – Moskva tebja isportila
- 2024 – Istorija nedostupina (con Miša Marvin)
- 2024 – Selfspejs (con Džarachov)
- 2024 – Ona tebja ne ljubit, bro (con Bahh Tee)
- 2025 – Just Do It (con Bira)
- 2025 – Grustnyj ėkonom (con Pizza)
- 2025 – Aeroflot 143 (con Ėldžej)
- 2025 – Mgnovenno

### HammAli & Navai
- 2018 – Janavi
- 2021 – Kogda chorošemu čeloveku plocho